# Famille Ayrault de Saint-Hénis
Pour les articles homonymes, voir Ayrault.
La famille Ayrault de Saint-Hénis est une famille subsistante de la noblesse française originaire d'Anjou qui s'est distingué par les fonctions politiques occupées par ses membres.
Elle a été illustrée par René Ayrault, Maire d'Angers (1503-1561), anobli en 1556.
Une famille Errault originaire de la région de Durtal puis établie à Paris porte les mêmes armes sans pour autant qu'un lien de filiation ne soit clairement établi.

## Histoire

### Origine
La famille d'Ayrault de Saint-Hénis est originaire d'Anjou.
La famille d'Errault est originaire du Vendômois.

### Histoire familiale
La famille d'Ayrault de Saint-Hénis a occupé diverses charges politiques et parlementaires. Elle a été anoblie en 1556 par la fonction anoblissante de maire d'Angers. Elle est reconnue noble par un jugement du 18 juin 1669.
Elle se distingue par l'acquisition de charges qu'elle conserve jusqu'à la révolution française. Elle a formé deux branches, l'aîné qui prit le nom d'Ayrault de La Roche d'Écuillé s'éteint, la cadette prit le nom d'Ayrault de Saint-Hénis, seule branche subsistante, ce nom s'est substitué pour devenir le nom actuel porté par cette famille.
La famille Errault a accédé à la noblesse par ses charges et fonctions dans la haute magistrature parisienne.

## Titres et Armoiries

### Titres
- Seigneur d'Andigné, de Beligan, de Chauvon, de La Haie de Bissarthe, de la Moisandière, La Roche d'Écuillé, du Rocher, de Saint-Hénisde , du Tertre...

### Armoiries
« D'azur, à 2 chevrons d'or. »

## Principales personnalités
- René Ayrault (1503-1561), homme politique ;
- Pierre Ayrault (1536-1601), homme politique, fils du précédent ;
- Jean Ayrault (?-1616), homme politique, frère du précédent ;
- Pierre II Ayrault (1576-1626), homme politique, neveu du précédent.

## Généalogie
La filiation prouvée remonte à Jean Ayrault, vivant en 1470, marié à Catherine de La Vallée en 1474, dont Pierre Ayrault marié à Marie Guibert de la Rousselière qui ont René Ayrault qui suit ;

### Généalogie de la famille Ayrault de Saint-Hénis
- René Ayrault (1503-1561) X (1531) Jacquine Loriot (1508-?)
  - Françoise Ayrault X Pierre Le Marié, sgr de La Morinaie
  - Pierre Ayrault, sgr du Rocher(1536-1602) X (1566) Anne Desjardins
    - Anne Ayrault (1569-?) X (1591) André Éveillard (1565-?)
    - Pierre II Ayrault, sgr du Rocher (1570-1626) X (1600) Anne Boylesve
      - Anne Ayrault (1603-1676) X (1618) Pierre Le Chat, sgr de La Touche-Bottereau (1583-1652)

    - Pierre II Ayrault, sgr du Rocher (1570-1626) X (1607) Renée Lasnier
      - Pierre III Ayrault, sgr du Rocher (1610-1678) X Jeanne Le Febvre de La Guiberderie
        - Pierre IV Ayrault (1656-1724) X (1681) Marie Gohin de Montreuil
          - Pierre V Ayrault, sgr de La Roche-d'Écuillé (1686-1751) X (1713) Marie-Anne Le Marié (1691-?)
            - Branche aînée Ayrault de La Roche d'Écuillé
            - Branche cadette Ayrault de Saint-Hénis

    - Guyonne Ayrault (1584-1629) X (1604) Guillaume Ménage, sgr de La Morinière (1572-1648)

  - Jean Ayrault (?-1616)

### Branche aînée Ayrault de La Roche d'Écuillé
- Guillaume Ayrault de La Roche d'Écuillé, sgr de La Roche d'Écuillé (1726-1794) X (1753) Marie-Adélaïde Loüet (1729-?)
  - René de La Roche d'Écuillé, sgr de La Roche d'Écuillé (1754-?) X (1780) Julie de La Forest d'Armaillé
    - Pauline de La Roche d'Écuillé (1781-1866) X (1800) Germain de Villoutreys de Brignac, marquis de Brignac (1778-1867)

### Branche cadette Ayrault de Saint-Hénis
- Pierre Ayrault de Saint-Hénis, sgr de Saint-Hénis  (?-1800) X (1750) Marie Triberge (1718-?)
  - Pierre-Jean Ayrault de Saint-Hénis, sgr de Saint-Hénis (1751-?) X (1784) Louise de L'Houlière
    - Marie Ayrault de Saint-Hénis X (1804) Augustin Le Chat, sgr de Tessecourt (1768-1837)

  - Pierre Ayrault de Saint-Hénis (1752-1818) X (1790) Marguerite Bernard (1773-1806)
    - Adolphe Ayrault de Saint-Hénis (1802-1899) X (1839) Thérèse Le Tourneurs (1819-1845)
      - Gustave Ayrault de Saint-Hénis (1842-1891) X (1867) Marguerite Poulain du Mas (1847-?)
        - Marguerite Ayrault de Saint-Hénis (1869-1947) X (1897) Henry Sioc'han de Kersabiec (1869-1954)
        - Charlotte Ayrault de Saint-Hénis (1871-1955) X (1900) Hippolyte de Buor de La Voy (?-1921)

      - Pierre Ayrault de Saint-Hénis (1851-1897)

    - Eugène Ayrault de Saint-Hénis (1803-?) X (1841) Jeanne de La Motte-Baracé de Senonnes (1821-1892)
      - Pierre Ayrault de Saint-Hénis (1851-1929) X (1878) Olympe Le Mintier de La Motte Basse (1857-1938)
        - François Ayrault de Saint-Hénis (1890-1985) X (1921) Armelle des Rieux de La Villoubert (1890-1978)
          - descendance masculine

        - Marie Ayrault de Saint-Hénis (1891-?) X (1919) André de Boisguéheneuc (1891-1960)
        - René Ayrault de Saint-Hénis (1896-1965) X Madeleine Forestier (1896-1995)
          - descendance masculine
          - Solange Ayrault de Saint-Hénis (1922-2010) X Alain Le Monnier de Gouville (1924-2016)

        - Jean Ayrault de Saint-Hénis (1897-1982) X (1924) Marie de Crozé de Clesmes (1899-1965)

### Généalogie de la famille Errault (non rattachée)
- Jean Errault, sgr de La Panne (?-1473) X Perrine Grignon
  - Jean Errault X Marie Baudrier
    - Antoine Errault, sgr de Chemans (?-1504) X Roberte de Bouillé
      - Hervé Errault X (1518) Marie de Beauvau
        - René Errault, sgr de Chamans X (1561) Louise de Scépeaux
          - Louise Errault (?-1598) X (1593) Paul de La Saugère, sgr de La Boussardière (?-1623)

      - François Errault, sgr de Chemans (?-1544) X Marie de Loynes
        - Jean Errault, sgr de Chamans (1525-1614)
        - Charlotte Errault X Gilbert Filhet, sgr de la Curée et de la Roche-Turpin
        - Geneviève Errault X Jacques Morin, sgr de Loudon

    - Antoinette Errault X Jean Le Masle, sgr de Montplan
    - Marie Errault X (1490) Bernard du Pont puis mariée à Jean de La Genouillère, sgr de la Morinière

  - Jeanne X Mathurin Patry-Calin
  - Léontine Errault  X Jean Girard, sgr de la Claye

## Alliances

### Branche aînée et Ayrault de La Roche d'Écuillé
Cette famille s'est alliée aux familles : de La Vallée, (1474), Loriot (1531), Desjardins (1566), Éveillard (1591), Boylesve (1600), Ménage (1604), Lasnier (1607), Le Chat (1618), Gohin de Montreuil (1681), Le Marié (1713), Loüet (1753), de La Forest d'Armaillé (1780), de Villoutreys de Brignac (1800), Guibert de la Rousselière, Le Febvre de La Guiberderie...

### Branche Ayrault de Saint-Hénis
Cette famille s'est alliée aux familles : Triberge (1750), de L'Houlière (1784), Bernard(1790), Le Chat (1804), Le Tourneurs (1839), de La Motte-Baracé de Sennones (1841), Poulain du Mas (1867), Le Mintier de La Motte Basse (1878), Sioc'han de Kersabiec (1897), de Buor de La Voy (1900), de Boisguéheneuc (1919), des Rieux de La Villoubert (1921), de Crozé de Clesmes (1924), Blanchet, de Chaumontel Forestier, Le Monnier de Gouville, Le Tourneurs du Val, Mabit, Mazé...

### Famille Errault (non rattachée)
Cette famille s'est alliée aux familles : du Pont (1490), de Beauvau (1518), de Scépeaux (1561), de La Saugère (1593), Baudrier, de Bouillé, Filhet, Girard, Grignon, de La Genouillère, Le Masle, de Loynes, , Morin, Patry-Calin...